# Cissus nobilis
Cissus nobilis là một loài thực vật hai lá mầm trong họ Nho. Loài này được Kuhlm. miêu tả khoa học đầu tiên năm 1938 publ. 1940.